# NXT Deadline (2023)
Pour les articles homonymes, voir Deadline.
L'édition 2023 de Deadline est un Premium Live Event de catch (lutte professionnelle) produit par la World Wrestling Entertainment, une fédération de catch américaine qui est diffusée et visible en streaming payant sur le WWE Network. Cet événement met en avant les Superstars de NXT, le club-école de la compagnie. Il s'est déroulé le 9 décembre 2023 au Total Mortgage Arena à Bridgeport (Connecticut). Il s'agit de la seconde édition de Deadline.

## Contexte
Les spectacles de la World Wrestling Entertainment (WWE) sont constitués de matchs aux résultats prédéterminés par les scénaristes de la WWE. Ces rencontres sont justifiées par des storylines – une rivalité avec un catcheur, la plupart du temps – ou par des qualifications survenues dans les shows de la WWE telles que Raw, SmackDown et NXT. Tous les catcheurs possèdent une gimmick, c'est-à-dire qu'ils incarnent un personnage gentil (Face) ou méchant (Heel), qui évolue au fil des rencontres. Un événement comme Deadline est donc un événement tournant pour les différentes storylines en cours,.

## Tableau des matchs
| Ordre par numéros | Résultat                                                                                              | Stipulation(s)                                                                                  | Temps |
| --- | --- | ----------------------------------------------------------------------------------------------- | ----- |
| 1P | Axiom bat Nathan Frazer                                                                               | Match simple                                                                                    | 10:50 |
| 2 | Dragon Lee (avec Rey Mysterio) bat "Dirty" Dominik Mysterio (c),                                      | Match simple pour le NXT North American Championship                                            | 10:33 |
| 3 | Blair Davenport (3) bat Lash Legend (2), Fallon Henley (2), Tiffany Stratton (1) et Kelani Jordan (0) | Women's Iron Survivor Challenge La gagnante deviendra aspirante n°1 au NXT Women's Championship | 25:00 |
| 4 | Carmelo Hayes bat Lexis King                                                                          | Match simple                                                                                    | 11:12 |
| 5 | Trick Williams (4) bat Tyler Bate (3), Bron Breakker (3), Dijak (3) et Josh Briggs (2)                | Men's Iron Survivor Challenge Le gagnant deviendra aspirant n°1 au NXT Championship             | 25:00 |
| 6 | Kiana James bat Roxanne Perez                                                                         | Steel Cage match                                                                                | 11:27 |
| 7 | Ilja Dragunov (c) bat Baron Corbin                                                                    | Match simple pour le NXT Championship                                                           | 20:55 |
| La lettre C placée entre parenthèses désigne la personne ou l’équipe championne en titre. P – indique que le match a eu lieu lors du pré-show | |                                                                                                 |       |